# Унеюв
Унеюв (пол. Uniejów)  —  город  в Польше, входит в Лодзинское воеводство,  Поддембицкий повят. В некоторых дореволюционных источниках упоминается как Унеев или Унеиов. Имеет статус городско-сельской гмины. Занимает площадь 12,33 км². Население — 3 064 человека (на 2006 год).

## История
1136 год – первое упоминание.
Ок. 1285 года – предоставление права на город.
XIV—XV века – резиденция Гнезненских архиепископов.
В 1793 году (после второго раздела Польши) Унеюв вошёл в состав Королевства Пруссии, где стал пограничным городом.
С 1807 года – в составе герцогства Варшавского.
С 1815 года – в составе Российской империи (Калишская губерния, Турекский уезд, Царство Польское).
1905 – протесты против русификации образования.
1939 – начало Второй Мировой войны, битва между польскими и германскими войсками на переправе реки Варты, многочисленные жертвы среди гражданского населения.
1939—1945 – Унеюв в составе Третьего рейха, город переименован в Брюкштадт (Brückstadt).

## Достопримечательности
Замок (XIV, XVII, XIX вв.).
Готическая соборная церковь Успения Пресвятой Девы Марии (построена в 1342—1349 гг., освящена в 1365 году).
Особняк на ул. Kościelnicka (ок. 1845).
Православная церковь-усыпальница российского генерала, графа Карла фон Толля (1885). 
В 1901 году между рынком и соборной церковью построена отдельно стоящая четырёхъярусная колокольня высотой 25 метров, в стиле необарокко, с часами. Автор проекта неизвестен.
Римско-католическое кладбище.